# Ernest Howard Griffiths
Ernest Howard Griffiths (15 de junho de 1851 — 3 de março de 1932) foi um físico britânico nascido em Brecon, País de Gales. Foi eleito membro da Royal Society em 1895 e foi condecorado com a Medalha Hughes de 1907. Por seu lado materno, era um descendente de Robert Blake (almirante) .
Griffiths foi nomeado diretor do Colégio Universitário de Gales do Sul e Monmouthshire , Cardiff , em 1901 e recebeu uma cátedra em filosofia experimental . Ele era um companheiro do College Jesus, Oxford , em 1905, 1909, 1913 e 1917, como parte de um sistema em que uma bolsa de faculdade rodado entre os diretores das faculdades da universidade galesa.